# Hunedoara (stad)
Hunedoara (Duits: Eisenmarkt, Hongaars: Vajdahunyad) is een stad in het district Hunedoara, in het westen van Roemenië. In de stad leefde in het verleden een grote Hongaarse en Duitse minderheid. Ook leven er mensen van de Roma. Hunedoara had in 2002 meer dan 79.000 inwoners. Tijdens de volkstelling van 2011 bleek dat het inwonertal dramatisch is gedaald naar 55.384 inwoners. Hiervan zijn er 2.803 Hongaren (5%).
De stad wordt voor het eerst in 1265 in geschriften genoemd. De belangrijkste bezienswaardigheid is het kasteel van Hunedoara.
Naast de stad bestaat de gemeente uit de volgende dorpen: Boş (Bós), Groş (Grós), Hăşdat (Hosdát; Hochstätten), Peştişu Mare (Alpestes) en Răcăştia (Rákosd).

## Afbeeldingen

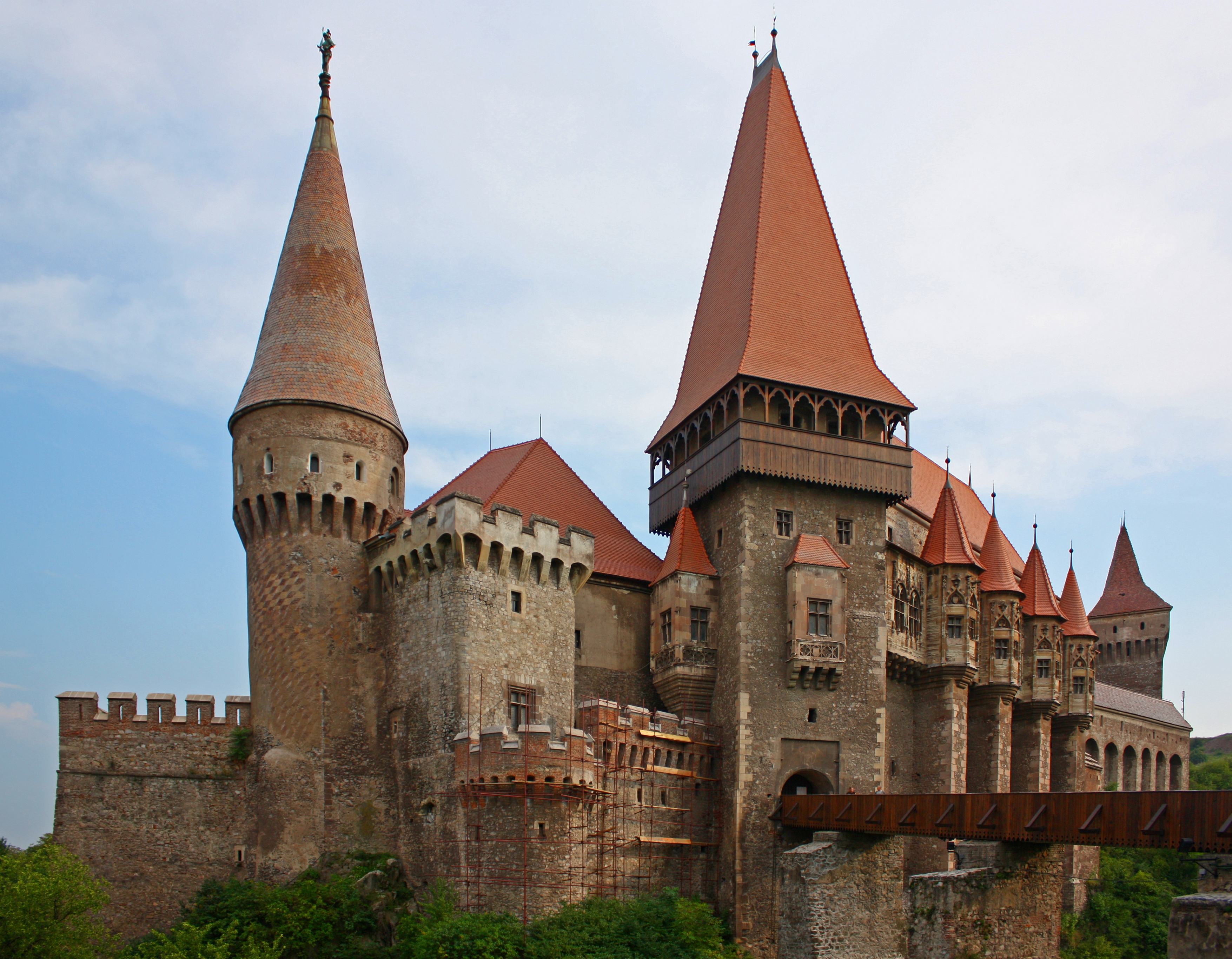
Het kasteel van Hunedoara
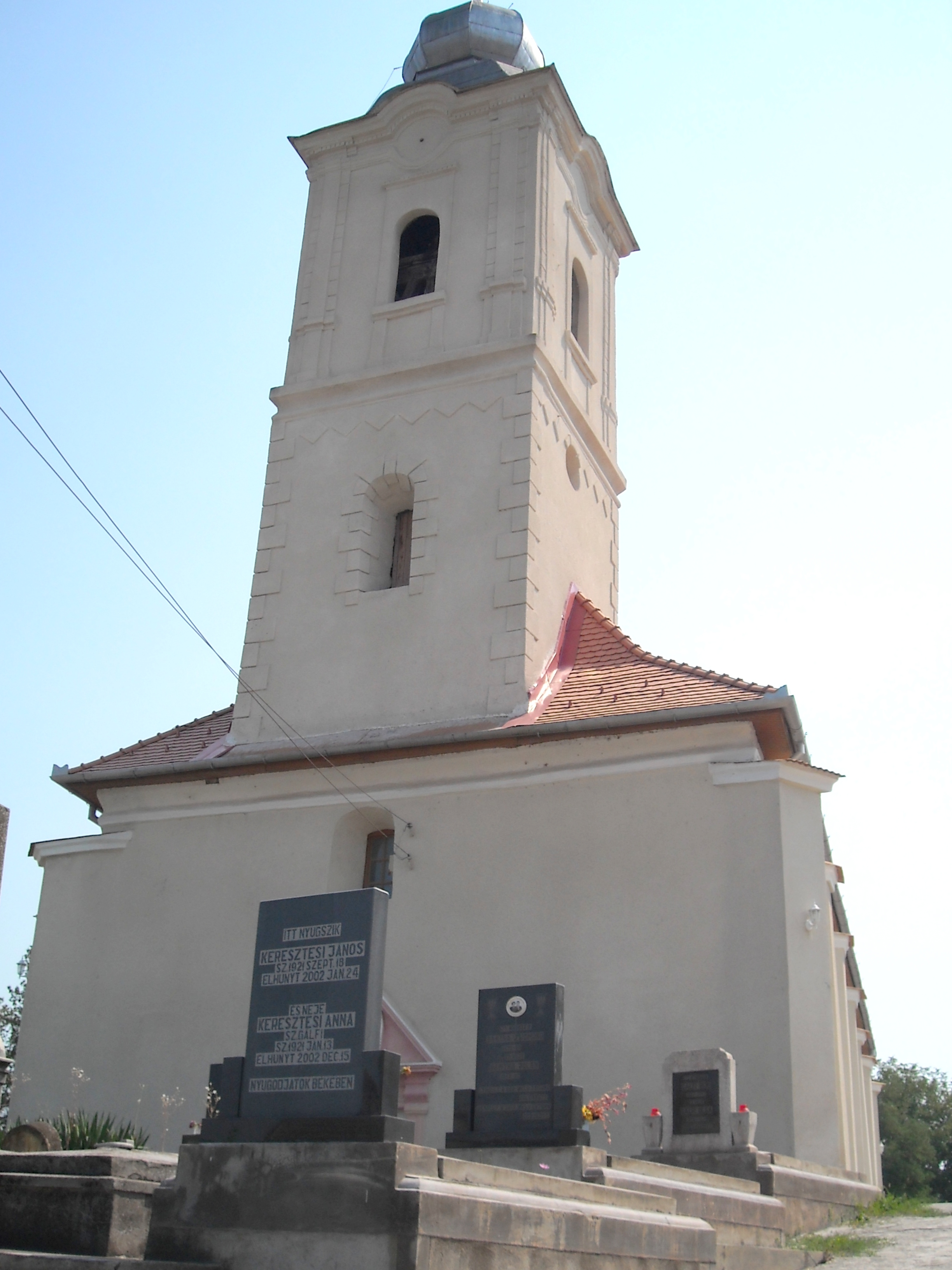
Hongaars gereformeerde kerk van Hunedoara
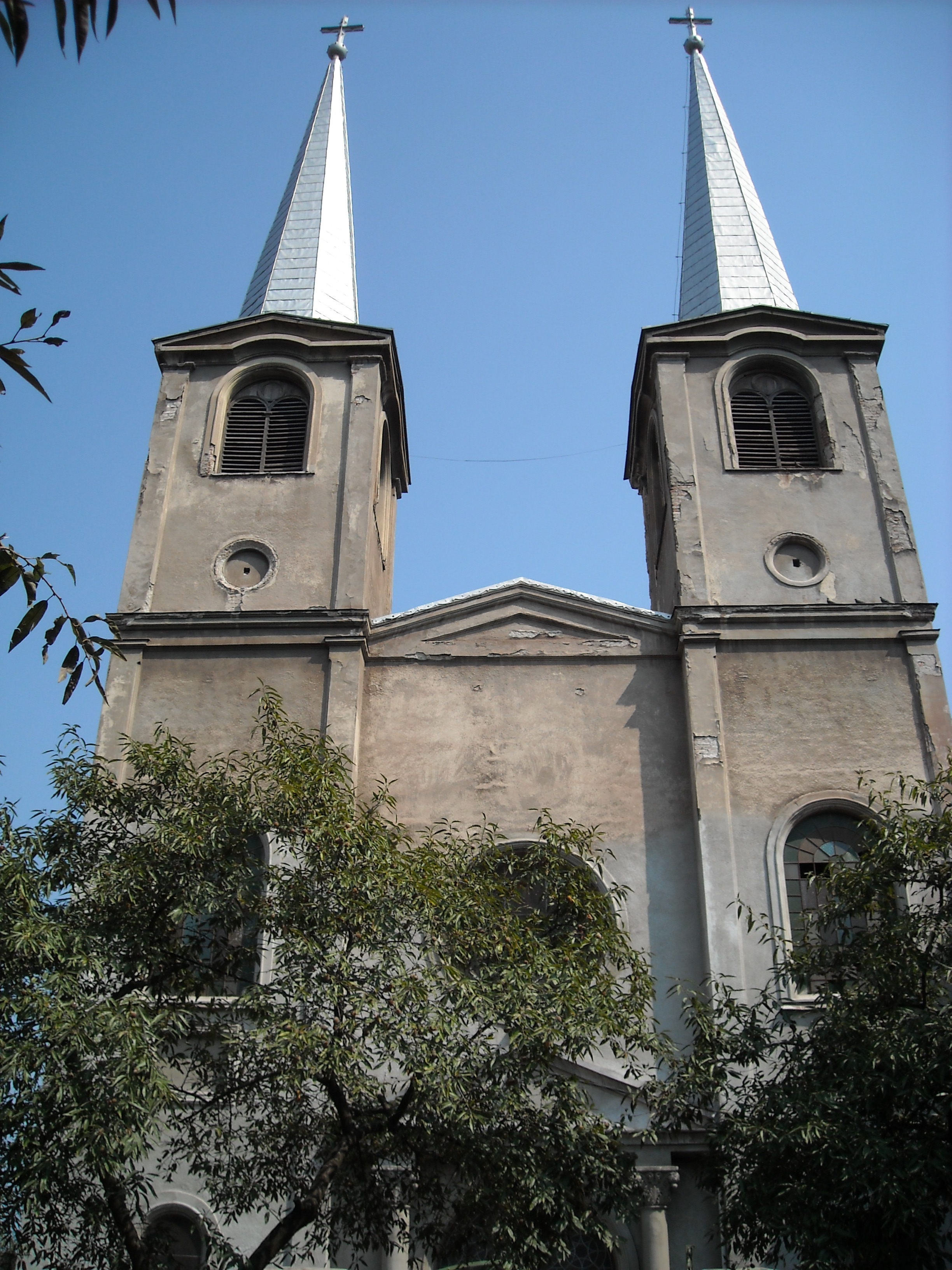
Rooms Katholieke kerk van Hunedoara
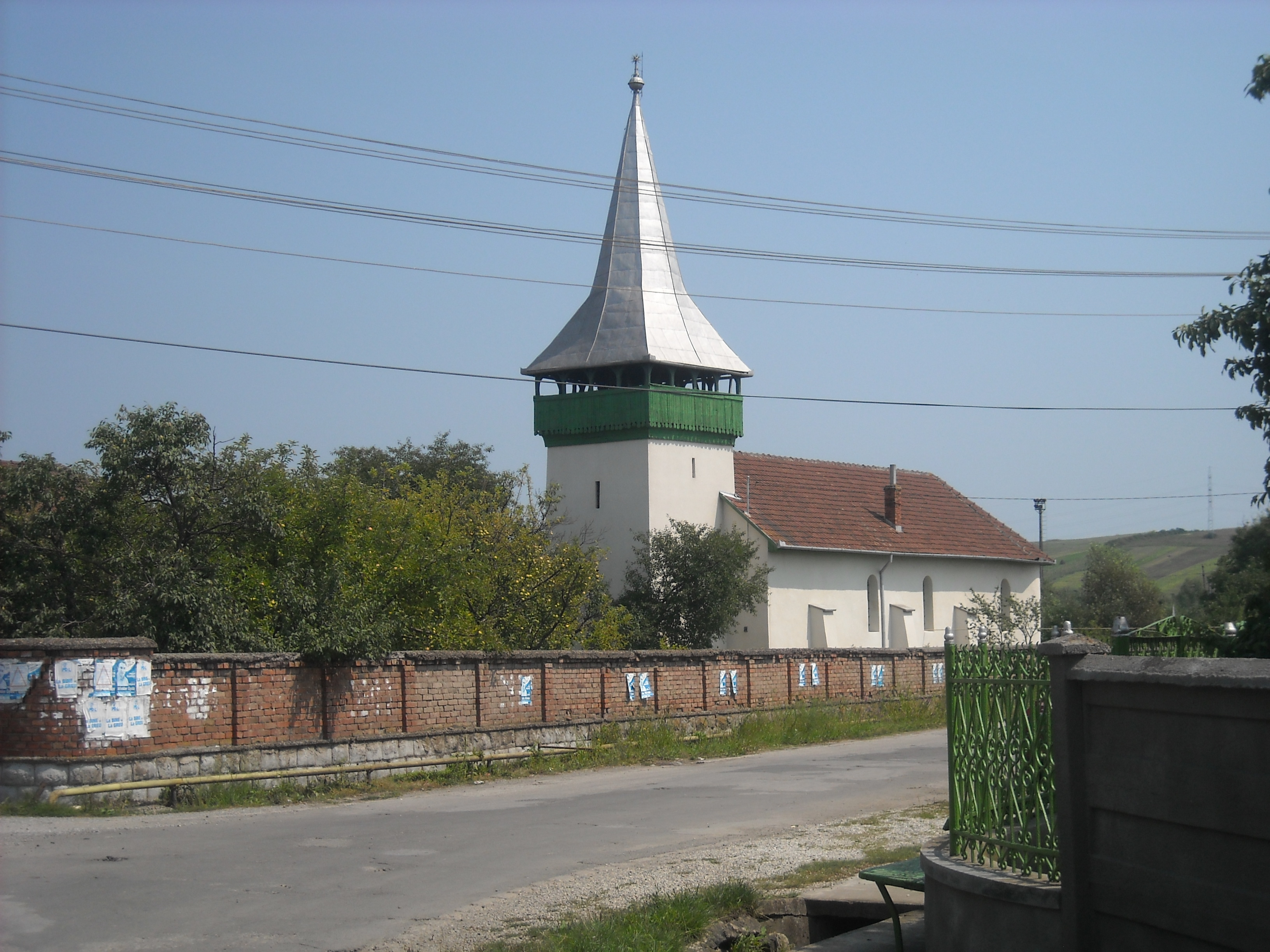
De Hongaars Gereformeerde Kerk van Peştişu Mare (Alpestes)
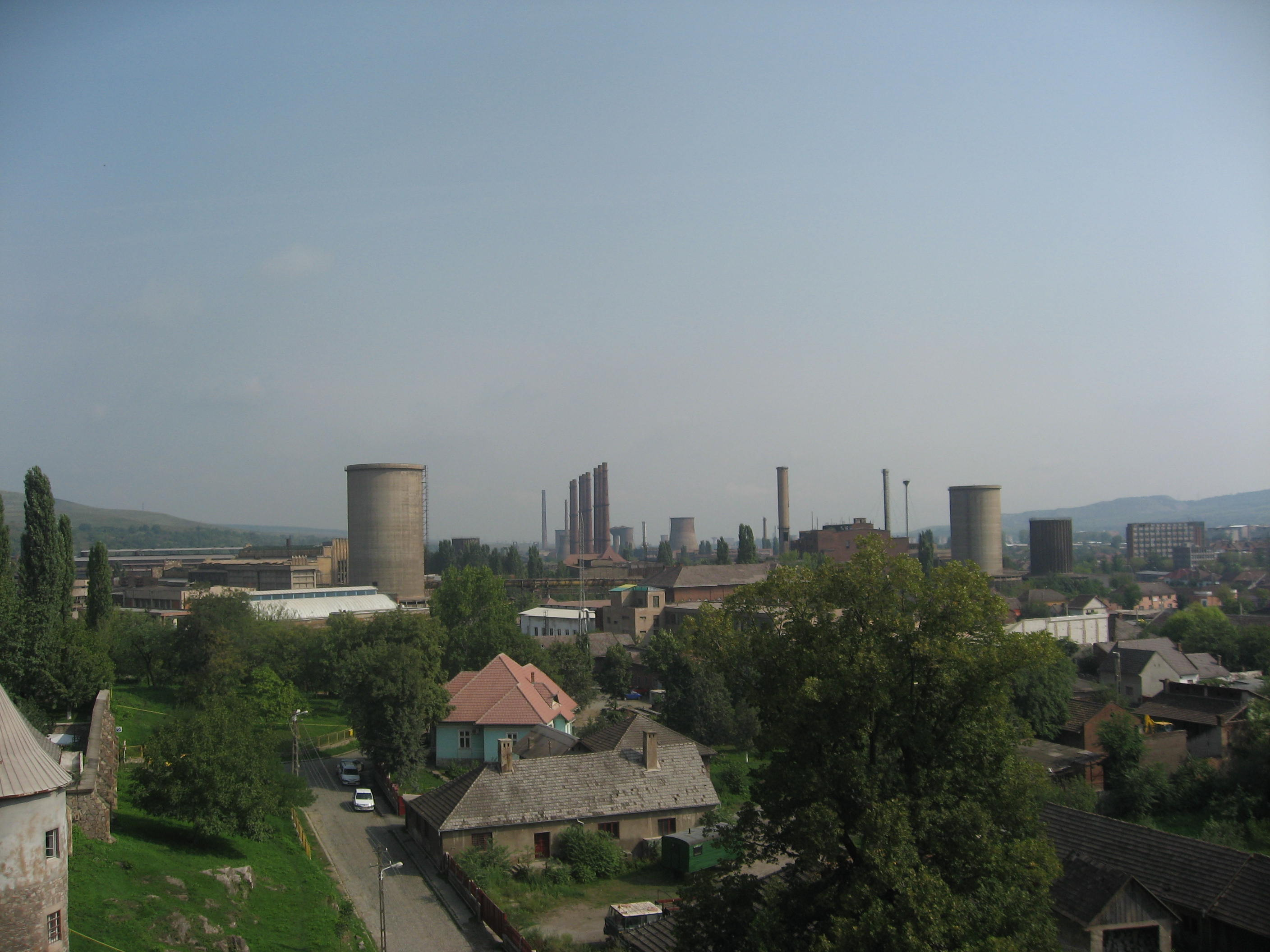
Staalfabriek van Hunedoara

## Bevolkingssamenstelling
De bevolking van de gemeente ontwikkelde zich de afgelopen eeuw als volgt:

### Hongaarse gemeenschap
De Hongaarse gemeenschap woont van oudsher als burgers in de stad en als plattelandsbewoners in Hăşdat - Hosdát, Răcăştia - Rákosd en Peştişu Mare - Alpestes. 
Op de stadsbevolking waren de Hongaren voor 1900 ongeveer een derde van de bevolking en vanaf 1900 - met de komst van de Széklers uit Boekovina ongeveer de helft van de bevolking. Tijdens de volkstellingen van 1910 en 1920 waren er zelfs meer Hongaren dan Roemenen in de stad en had het een grotendeels Hongaars karakter.
Er is in de stad een basisschool met Hongaarstalig onderwijs en het Hongaarse Huis, het gemeenschapshuis van de Hongaren in Hunedoara/Vajdahunyad. Verder zijn er een Hongaars Gereformeerde kerkgemeente, een Hongaarse baptistengemeente en een Rooms Katholieke parochie met diensten in het Hongaars. Voor middelbaar onderwijs zijn de Hongaren aangewezen op het 20 kilometer verderop gelegen Deva.

## Geboren in Hunedoara
- Bogdan Lobonț (1978), voetbaldoelman
- Mircea Rednic (1962), voetballer en trainer